# New England Woman Suffrage Association
New England Woman Suffrage Association (NEWSA), var en organisation för kvinnlig rösträtt i USA, aktiv mellan 1868 och 1920.
NEWSA var den första utbrytarorganisationen som bildades ur American Equal Rights Association då denna prioriterade färgade mäns rösträtt före kvinnors. Den bildades före National Woman Suffrage Association (NWSA) och American Woman Suffrage Association (AWSA) och var alltså den första organiserade föreningen för kvinnlig rösträtt i USA. 